# Aeroporto Internacional de Foz do Iguaçu
O Aeroporto Internacional de Foz do Iguaçu/Cataratas é um aeroporto internacional no município de Foz do Iguaçu, no Paraná. É a principal porta de entrada para turistas em Foz do Iguaçu, que tem como sua principal indústria o turismo.

## Histórico
Aeroporto Internacional de Foz do Iguaçu/Cataratas recebeu na manhã de domingo, 28 de abril de 2013, o avião mais conhecido da história da aviação civil. O Boeing 747/400 da empresa Australiana Qantas Airways aterrissou em Foz do Iguaçu às 10h30 trazendo 220 turistas australianos.
Durante o período de 2012 ao primeiro semestre de 2014, o Terminal de Passageiros do aeroporto passou por obras de reforma e ampliação. Foram ampliadas as salas de embarque, desembarque, saguão, check-in e estacionamento de veículos, além da implantação de novos sistemas de climatização, monitoramento eletrônico de segurança, som, informações de voos e contra incêndio.
Da mesma forma, desde novembro de 2013, a pista de pouso e decolagem está passando por obras de recapeamento do pavimento asfáltico, com previsão de conclusão em setembro de 2014. Esta obra proporcionará maior vida útil ao pavimento, garantido mais segurança nas operações de aeronaves.
Em 2014, bateu a marca histórica de passageiros em um ano, qunado foram 1.880.620 viajantes. Esse número representa um aumento de 12,03% em relação a 2013.Com estes números, o Aeroporto de Foz do Iguaçu consolida-se no cenário atual como o  19º. aeroporto mais movimentado do país;  o 4º. com maior movimentação da Região Sul e o 2º. do Paraná. É o segundo aeroporto não localizado em capital de estado com a  maior movimentação do país, perdendo apenas para Campinas. Para 2015, a meta é superar os dois milhões de passageiros.

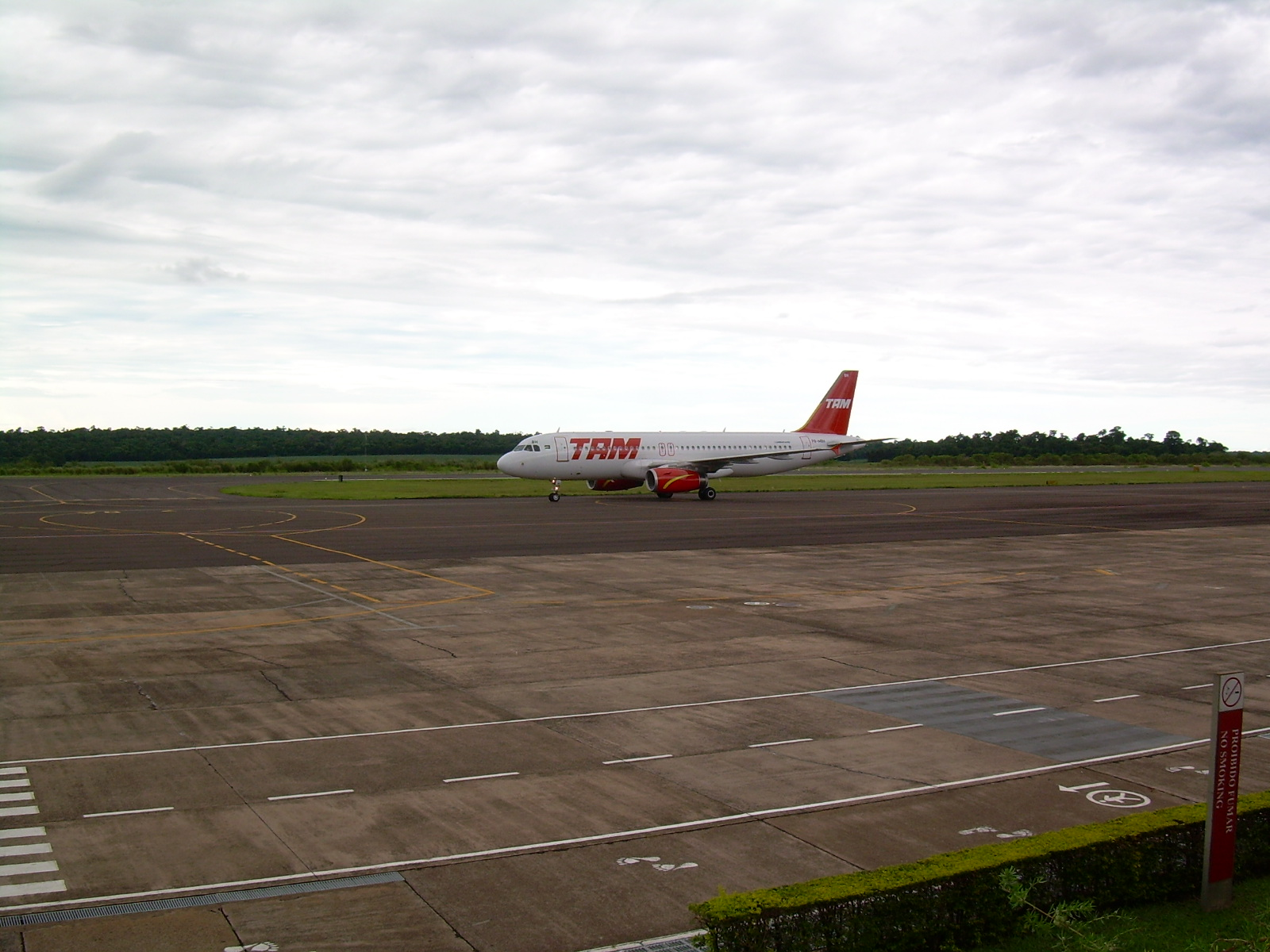
Aeroporto Internacional Cataratas - 2005

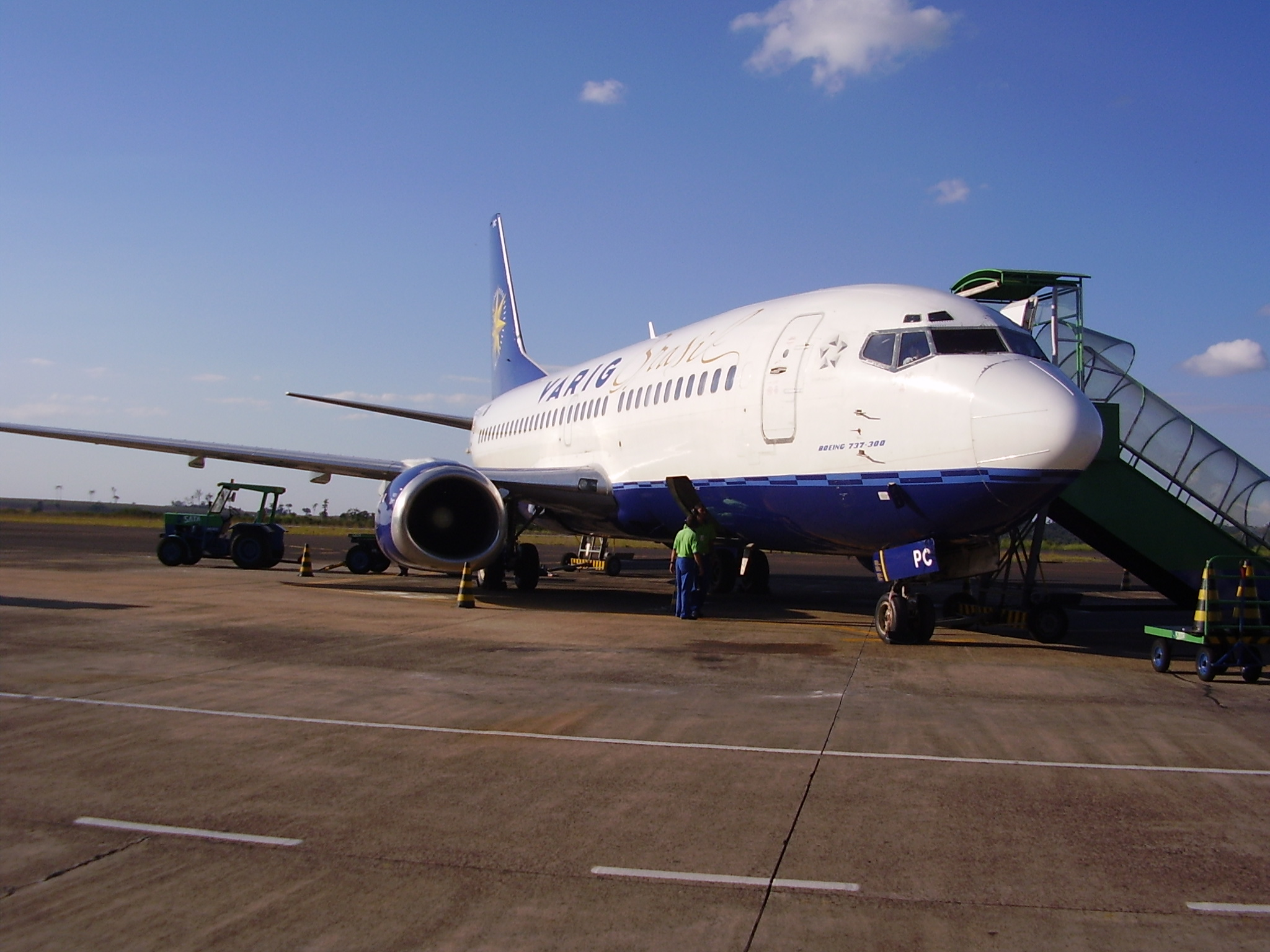
Aeroporto Internacional Cataratas - 2006

Em abril de 2021, o governo federal levou a leilão o aeroporto. Nesta ocasião, a "Companhia de Participações em Concessões" (CPC), do grupo Grupo CCR, arrematou o lote de quatros aeroportos do Paraná: Aeroporto Internacional Afonso Pena; Aeroporto Bacacheri, Aeroporto Internacional das Cataratas, em Foz do Iguaçu e Governador José Richa, em Londrina. O contrato entre a Infraero e a CPC terá duração de 30 anos.

## Dados
Sítio aeroportuário
- Área: 2.779.460,00 m²

Pátio das aeronaves
- Área: 556x106 m

Terminal de passageiros
- Área: 16.000 m²

| Item                        | Valor                            |
| --------------------------- | -------------------------------- |
| Estacionamento de aeronaves | 23 posições                      |
| Portões                     | 2 (A-B-C-D-E-F-G-H-I)            |
| Balcões de check-in         | 21                               |
| Elevadores                  | 1                                |
| Espaços comerciais          | 10                               |
| Estacionamento              | 280 vagas                        |
| Esteiras de bagagem         | 2 = 1 Nacional - 1 Internacional |

## Comunicação
- Controle Foz (APP) 119.150 MHz, 120.300 MHz
- Torre Foz (TWR) 118.800 MHz

## Radionavegação
- VOR IGU 114.1 MHz
- NDB ITU 225 kHz
- ILS 14 IFI 109.1 MHz
- VOR/DME FOZ 112.1 MHz
- NDB (LM) QQ 395 kHz
- NDB (LO) FOZ 410 kHz

## Órgãos públicos
- Vigilância Sanitária
- Polícia Federal
- Receita Federal
- Corpo de Bombeiros da Polícia Militar do Paraná